# الکس هریس
الکس هریس (به انگلیسی: Dick Hanley) (زادهٔ ۲۵ مارس ۱۹۶۵) شناگر اهل ایالات متحده آمریکا است.